# Vladimir Nagornev
Vladimir Nagornev (în rusă Владимир Нагорнев) (n. 2 septembrie 1937) este un reputat medicinist rus, care a fost ales ca membru de onoare al Academiei de Științe a Moldovei.